# 妹妹公主 RePure
《妹妹公主 Re Pure》是於2002年10月2日至12月25日在東京電視網播放的日本電視動畫。 

## 登場人物
原創角色：
故事中的「兄」（配音員：三浦祥朗）
前作的主人公，是一個聰明、成熟、溫柔、穩重……幾乎可以說是毫無缺點的萬能哥哥，他做出來的所有事都會令妹妹們非常之高興，樣子和前作海神航差不多，但並沒有設定名字，大概是跟隨小說的關係。

## 製作
由於前作《妹妹公主》受到相當熱烈反響，所以決定將妹妹公主第二次動畫化，並在2002年十月至十二月期間於東京電視台播映。取名「妹妹公主 RePure」（シスター・プリンセス RePure）。全13話。本作的影像畫面尺寸不是上一輯的4:3，而是採用長寬比16：9的影像畫面。
本次製作更使用兩個截然不同的製作小組，起先15分鐘（故事篇）的製作班和前作是相同的，至於後半10分鐘（角色篇）則是請來《水果籃子》的相同製作班底。
與首部《妹妹公主》完全沒有關係，是一個全新的故事。與上一部不同，劇情上非常忠於原作小說，其中一項設定就是哥哥與各個妹妹分開居住，而每個妹妹都有各自的家。故事也不再以「兄」為主軸，改為由十二位妹妹為故事中心，主要環繞各妹妹對「兄」的想法。而「兄」也不再是第一部《妹妹公主》的海神航，而是以原作小說中讀者角度出發的「兄」。
這次動畫分為兩部份，上半段為劇情（故事篇），講述哥哥與十二位妹妹們生活的故事，而每話的下半段為各個妹妹的個人故事（角色篇），是妹妹對哥哥的看法、愛慕、思念、憧憬……是妹妹們的內心獨白。主線劇情主要環繞「兄」與各個妹妹及妹妹之間的關係。最後一集為30分鐘的劇情結局。

### 製作人員
「故事篇」和「角色篇」共通
- 製作總指揮：大月俊倫
- 規劃：佐藤辰男
- 系列構成：網谷正治
- 角色設計：新田靖成
- 編輯：田熊純
- 音響監督：千葉繁
- 音樂製作：STARCHILD
- 音樂協助：TV東京音樂（テレビ東京ミュージック）
- 錄音工作室：OP安魂曲工作室（OPレクイエムスタジオ）
- 音響製作：OMNIBUS PROMOTION
- 動畫製作：ZEXCS
- 製作協助：GANSIS
- 製作：妹妹公主 RePure製作委員會、MediaWorks、King Records、讀賣廣告社

「故事篇」
- 導演：下田屋つばめ
- 音樂：I've

「角色篇」
- 導演：宮崎渚
- 音樂：岡崎律子
- 原聲音樂編曲：光宗信吉
- 片尾曲編曲：村山達哉

## 各話列表
故事篇
| 話數 | 日文標題 | 中文標題            | 劇本         | 分鏡         | 演出                    | 作畫監督                                |
| ---- | -------- | ------------------- | ------------ | ------------ | ----------------------- | --------------------------------------- |
| 1    |          | 期待的約會          | 網谷正治     | 下田屋つばめ | 下田屋つばめ            | 新田靖成                                |
| 2    |          | 秘密的花園…！       | 滝晃一       | 島津奔       | 松浦錠平                | 大河原晴男                              |
| 3    |          | 栗子的誘惑          | 佐藤勝一     | 破荒汰       | 山口武志                | 服部憲知                                |
| 4    |          | 嘿嘿…在外過夜的一天 | 彩乃小路     | しまづ聡行   | 山口武志                | 服部憲知                                |
| 5    |          | 追不上流星的願望    | 佐藤勝一     | 水無月弥生   | 水無月弥生              | 柳瀬雄之                                |
| 6    |          | 哥哥和我的鋼杯      | 佐藤勝一     | 島津奔       | 東町奉行                | 柳瀬雄之                                |
| 7    |          | 魔法的咒語          | 佐藤勝一     | 破荒汰       | 成田歳法                | 波風立流                                |
| 8    |          | 會客日！            | 佐藤勝一     | 成田歳法     | 成田歳法                | 小林一三                                |
| 9    |          | 你會在我身邊吧…哥哥 | 下田屋つばめ | 東町奉行     | 東町奉行                | 柳瀬雄之                                |
| 10   |          | 命運的紅線          | 彩乃小路     | 大原實       | 東町奉行                | 三好和也                                |
| 11   |          | 充滿回憶的珠寶盒    | 滝晃一       | 駒井一也     | 山口武志                | 小林一三                                |
| 12   |          | 哥哥的餐廳          | 佐藤勝一     | 駒井一也     | 山口武志                | 波風立流                                |
| 13   |          | 聖潔的聖誕節        | 網谷正治     | 島津奔       | 下田屋つばめ 水無月弥生 | 新田敏成 今井武志 大河原晴男 三宅雄一郎 |

角色篇
| 話數 | 標題   | 原作                       | 劇本     | 分鏡       | 演出       | 作畫監督   |
| ---- | ------ | -------------------------- | -------- | ---------- | ---------- | ---------- |
| 1    | 可憐   | 可憐ちゃんとロケットの秘密 | 網谷正治 | 保戶木知惠 | 山名隆史   | 小島正士   |
| 2    | 衛     | サッカーをやる時は…        | 網谷正治 | 吉野真一   | 吉野真一   | 吉野真一   |
| 3    | 亞里亞 | サーカスが来た日           | 網谷正治 | 林明美     | 林明美     | 林明美     |
| 4    | 雛子   | ピヨちゃんと雨降りカエル   | 網谷正治 | 田頭忍     | 田頭忍     | 田頭忍     |
| 5    | 花穗   | ピッカピッカの赤いくつ     | 網谷正治 | 小島正士   | 山名隆史   | 小島正士   |
| 6    | 鈴凜   | 東風が吹いたら             | 網谷正治 | 柴田由香   | 柴田由香   | 柴田由香   |
| 7    | 千影   | 金色の果実                 | 網谷正治 | 追崎史敏   | 追崎史敏   | 追崎史敏   |
| 8    | 四葉   | 壊れたユニコーン           | 網谷正治 | 大地丙太郎 | 大地丙太郎 | 山本佐和子 |
| 9    | 春歌   | 揺れる想いを短冊に…        | 網谷正治 | 平松禎史   | 平松禎史   | 平松禎史   |
| 10   | 鞠繪   | お天気のいい日は…          | 網谷正治 | 宮崎渚     | 宮崎渚     | 山本佐和子 |
| 11   | 白雪   | マダムの訓え               | 網谷正治 | 大竹紀子   | 大竹紀子   | 大竹紀子   |
| 12   | 咲耶   | ホーリーウエディング       | 網谷正治 | 長濱博史   | 長濱博史   | 長濱博史   |
| 13   | 無     | 無                         | 無       | 無         | 無         | 無         |

## 主題曲
「故事篇」
片頭曲「幻影（まぼろし）」
作詞：TAPIKO
作曲：POM
編曲：can/goo、時乘浩一郎
歌：can/goo
片尾曲「繼續和你一起生活（君と生きていく）」（第1～12話）
作詞：TAPIKO
作曲：POM
編曲：can/goo、時乘浩一郎
歌：can/goo
插入曲「Merry Very X'mas」（第13話）
作詞：有森聰美
作曲：湯川徹
歌：妹妹公主「可憐、花穗、衛、咲耶、雛子、鞠繪、白雪、鈴凜、千影、春歌、四葉、亞里亞（聲：桑谷夏子、望月久代、小林由美子、堀江由衣、千葉千恵巳、柚木涼香、橫手久美子、神崎ちろ、川澄綾子、嘉數由美、半場友恵、水樹奈奈）」
「角色篇」
片頭曲「A Girl in Love」
作詞．作曲：岡崎律子
編曲：村山達哉
歌：由角色篇主角負責
片尾曲
「lyric」（第1話）
作曲：岡崎律子
編曲：村山達哉
「素顏」（第2話）
作詞．作曲：岡崎律子
編曲：村山達哉
「Sweet Dreams」（第3話）
作詞．作曲：岡崎律子
編曲：村山達哉
「それはあたしの心なの」（第4話）
作詞．作曲：岡崎律子
編曲：村山達哉
「笑顏にはかなわない」（第5話）
作詞．作曲：岡崎律子
編曲：村山達哉
「reminiscence」（第6話）
作詞．作曲：岡崎律子
編曲：村山達哉
「Magic」（第7話）
作詞．作曲：岡崎律子
編曲：村山達哉
「Be Happy, please!」（第8話）
作詞．作曲：岡崎律子
編曲：村山達哉
「春の歓び」（第9話）
作詞．作曲：岡崎律子
編曲：村山達哉
「守りたい人がいて」（第10話）
作詞．作曲：岡崎律子
編曲：村山達哉
「いっしょにたベよラ」（第11話）
作詞．作曲：岡崎律子
編曲：村山達哉
「Romantic connection」（第12話）
作詞．作曲：岡崎律子
編曲：村山達哉

## DVD版本和電視版本差異
「故事篇」
- DVD版本包含返修繪圖。
- 電視版本可憐放水晶雪球在桌子上，在DVD版本中被刪去。
- DVD版第12集的結尾落雪的場景，電視版本是沒有的。

「人物篇」
- 電視版本開始時，角色篇主角會說開場白，而DVD版本沒有開場白。

## 播放電視台
日本
| 日本 東京電視台 星期四 00:55 - 01:25 節目 | 日本 東京電視台 星期四 00:55 - 01:25 節目 | 日本 東京電視台 星期四 00:55 - 01:25 節目 |
| ----------------------------------------- | ----------------------------------------- | ----------------------------------------- |
|                                           | （2002年10月3日－2002年12月26日）         |                                           |
| .hack//SIGN                               | .hack//黃昏的腕輪傳說                     |                                           |

香港
| 香港 無綫音樂台 星期六及日 14:00 - 14:30 節目 | 香港 無綫音樂台 星期六及日 14:00 - 14:30 節目 | 香港 無綫音樂台 星期六及日 14:00 - 14:30 節目 |
| --------------------------------------------- | --------------------------------------------- | --------------------------------------------- |
|                                               | （2005年10月29日－11月6日）                   |                                               |
| 龍珠                                          | —                                             |                                               |

## 外部連結
- RePure官方網站（スターチャイルド）（页面存档备份，存于）（日語）